# Иудеополония
Иудеополония (пол. Judeopolonia) — польская антисемитская теория заговора. Первоначально термин употреблялся в качестве предполагаемой культурной угрозы польскому обществу со стороны значительного еврейского присутствия на территории Польши. С 1914 года термин стал употребляться в качестве инструмента обвинения евреев, которые якобы стремятся создать самостоятельное еврейское государство в восточной Польше в рамках проекта Восточноевропейской Федерации.

## История
Впервые идею о результате предполагаемого численного превалирования евреев на территории Польши высказал польский общественный деятель Юлиан Урсын-Немцевич в сочинении «Rok 3333 czyli Sen niesłychany», которое было опубликовано после его смерти в газете «Przegląd Poznanski» в 1858 году. Юлиан Урсын-Немцевич в этом сочинении описывает будущую Варшаву, которую евреи сделали своей столицей с названием Мошкополис. В конце XIX века это сочинение многократно издавалось в Польше и термин «иудеополония» широко использовался в националистической терминологии в качестве предупреждения о еврейской угрозе для польского государства.
В 1912 году польский публицист Теодор Еске-Хоинский выпустил книгу «Poznaj żyda» (Узнай еврея), которая способствовала развитию польского антисемитизма. Теодор Еске-Хоинский представлял антисемитизм как справедливую оборону против евреев, которые якобы угрожают полякам, препятствующим созданию Иудеополонии и образованию иудеополонской нации. В этом сочинении Теодор Еске-Хоинский риторически высказал «желание» евреев: «Если вы помешаете созданию Иудеополонии и образованию иудеополонской нации, то мы задушим вас».
Согласно польскому историку Ежи Едлицкому, евреи для этих публицистов стали олицетворением «внутреннего врага», состоящего в заговоре против Польши с целью изменения её в Иудеополонию. Как утверждает Ежи Едлицкий, еврей стал для поляков «заговорщиком, который делал таинственный мир более ясным и простым».
В 1914 году возник политический проект «Восточноевропейской Федерации» немецкого сиониста Макса Исидора Боденхеймера, в котором планировалось создать самостоятельное еврейское государство. Макс Исидор Боденхеймер предлагал создать под управлением династии Гогенцоллернов буферное государство между Германией и Россией, в котором большинство составляло бы шестимиллионное еврейское население. Польский историк Анджей Лешек Щесняк в своих сочинениях «Judeopolonia» (2001) и «Judeopolonia II» (2002) высказал идею, что Иудеополония в 1914 году была проектом «Deutsches Komitee zur Befreiung der russischen Juden» (Немецкий комитет за освобождение русских евреев). План Исидора Боденхеймера о создании буферного еврейского государства приведён польским историком Анджеем Лешеком Щесняком в качестве примера «Иудеополонии».
В 1981 году спецслужбы Польской Народной Республики издали в рамках противодействия оппозиции брошюру «Judeopolonia. Nieznane karty historii PR» (в других изданиях это сочинение называлось «Judeopolonia 1944—1981 (nieznane karty historii)»), которую написал полковник информационной службы Здислав Цесёлкевич. В 1989 году под этим же названием брошюра вышла в издательстве «Unia Nowoczesnego Humanizmu».

## Источник
- New Encyclopedia of Zionism and Israel, 1-, London and Toronto 1994.
- Iwo Cyprian Pogonowski, Jews in Poland. A Documentary History, New York 1998. ISBN 0-7818-0604-6
- Andrzej Leszek Szcześniak, Judeopolonia. Żydowskie państwo w państwie polskim. Wyd. 2 popr., Polskie Wydawnictwo Encyklopedyczne, Radom 2004, ss. 99. Seria: Biblioteka «Białych Plam», ISBN 83-88822-92-6
- Andrzej Leszek Szcześniak, Judeopolonia II. Anatomia zniewolenia Polski. Wyd. 2 popr., Polskie Wydawnictwo Encyklopedyczne, Radom 2005, ss. 201. Seria: Biblioteka «Białych Plam», ISBN 83-89862-03-4
- Andrzej Leszek Szcześniak, Judeo Polonia. Polskie Wydawnictwo Encyklopedyczne, Radom 2008, ss. 96, ISBN 978-83-7557-029-8
- The Universal Jewish Encyclopedia, 1-10, New York 1948.
- Alina Cała, Hanna Węgrzynek, Gabriela Zalewska: Historia i kultura Żydów polskich. Słownik. Warszawa: Wydawnictwo Szkolne i Pedagogiczne, 2000. ISBN 83-02-07813-1.
- Jerzy Robert Nowak, Spory o historię i współczesność. Wyd. von borowiecky, Warszawa 2000, ss. 655, ISBN 83-87689-29-7